# Akio Yashiro
Akio Yashiro (矢代 秋雄, Yashiro Akio), né le 10 septembre 1929 à Tokyo et mort le 9 avril 1976 à Yokohama, est un compositeur japonais.

## Biographie
Le père d'Akio Yashiro était un historien de l'art occidental. Il prend des leçons de composition en 1940 avec Saburō Moroi, un éminent spécialiste de Beethoven. Il entre ensuite à l'Université des arts de Tokyo, où il étudie la théorie et la composition, toujours avec Saburō Moroi, puis avec Kunihiko Hashimoto (un élève de Krenek), Yujiro Ikeuchi (un spécialiste de Maurice Ravel) pour la composition et Akira Ifukube, lui-même spécialiste de Stravinsky. Les plus influents sur lui, sont Moroi et Ikenouchi : il recherche une combinaison de la structure beethovénienne et du mouvement et de la couleur de la musique française moderne. Il étudie également le piano avec Noboru Toyomasu, Leonid Kreutzer (en) et Kiyo Kawakami. Il sort diplômé de l'université en mai 1951.
Il part ensuite en France avec Toshiro Mayuzumi, où il étudie la composition et l'orchestration au Conservatoire de Paris avec Jacques de la Presle, Noël Gallon, Tony Aubin, Olivier Messiaen et Nadia Boulanger. Il reçoit entre autres le premier prix d'harmonie supérieure en 1954 et rentre au Japon en 1956.
Son Quatuor à cordes (1954–1955), composé à Paris et qui reçoit l'éloge de Florent Schmitt, remporte un grand succès dans son pays, dont le prix de musique Mainichi en 1956. C'est la première étape d'une carrière qui le voit devenir professeur à l'Université des arts de Tokyo en 1974, et également à école de musique Tōhō Gakuen, dès 1958. Il reçoit deux prix Otaka : en 1960 pour son Concerto pour violoncelle et en 1967, pour son Concerto pour piano.
Parmi ses élèves figurent Masaaki Suzuki.
Il meurt soudainement d'insuffisance cardiaque à l'âge de quarante-six ans.

## Œuvre

### Pièces pour piano
- 1947 : Nocturne
- 1951 : Suite classique pour piano à 4 mains
  1. Entrée
  2. Courante
  3. Sicilienne
  4. Bourrée
  5. Gigue
- 1960 : The Dream Boat pour piano à 4 mains
- 1961 : Sonate pour piano
  1. Agitato
  2. Toccata
  3. Thème et Variations

### Musique de chambre
- 1946 : Sonate pour violon et piano
- 1948 : Trio pour piano, violon et violoncelle
  1. Allegro moderato ed agitato
  2. Scherzo molto vivace
  3. Adagio fantastico
  4. Allegro molto e confuoco
- 1955 : Quatuor à cordes
  1. Adagio ma non troppo
  2. Prestissimo, un poco misterioso ma scherzando
  3. Andante espressivo
  4. Allegro giocoso
- 1957 : Sonate pour 2 flûtes et piano
  1. Allegro
  2. Lento
  3. Molto vivace

### Orchestrales
- 1951 : Symphoniestück pour orchestre
- 1958 : Symphonie pour grand orchestre
  1. Prélude: Adagio - Moderato
  2. Scherzo: Vivace
  3. Lento
  4. Adagio - Allegro Energico
- 1960 : Concerto pour violoncelle et orchestre
- 1964-1967 : Concerto pour piano et orchestre
  1. Allegro Animato
  2. Adagio Misterioso
  3. Allegro - Andante - Vivace Molto Capriccioso

### Musique chorale
- 1964 : Christmas Carol